# Яворський Іван Йосипович
Іван Йосипович Яворський (23 жовтня 1901, Турка, Австро-Угорщина, нині Львівської області, Україна — 21 червня 1957, Київ, похований у Дрогобичі) — український радянський і компартійний діяч, депутат Верховної Ради УРСР 2—4-го скликань. Кандидат у члени ЦК КПУ в 1952—1957 роках.

## Біографія
Народився в родині селянина-москвофіла. Батько в 1914 році заарештований австрійською владою і ув'язнений в концентраційному таборі Талергофі. Мати в 1915 році виїхала разом із дітьми в Російську імперію.
З 1915 року навчався в другій чоловічій гімназії міста Ростова-на-Дону. У 1920 році закінчив сім класів радянської трудової школи № 2 (колишньої гімназії) в Ростові-на-Дону. У 1920—1921 роках — студент першого курсу історико-філологічного факультету Донського університету в місті Ростові-на-Дону.
У 1921 році повернувся до міста Турки, де до 1922 року працював у власному господарстві. З 1922 по 1923 рік — конторник приватного адвоката в Турці.
У 1923—1924 роках служив у польській армії в місті Каліш.
З 1924 по 1926 рік працював у власному господарстві в місті Турці.
З 1925 року був членом Комуністичної партії Західної України (КПЗУ). Очолював Турківський осередок КПЗУ. У 1928 році обраний секретарем Турківського повітового комітету КПЗУ.
У 1926—1929 роках — конторник приватної контори адвоката Сохоцького в Турці.
За революційну діяльність в 1929 році був заарештований, перебував до 1930 року під слідством у в'язниці міста Самбора.
У 1930—1933 роках — конторник приватної контори адвоката Сохоцького в Турці.
У 1933 році знову заарештований, перебував під слідством в окружній в'язниці міста Самбора.
З 1933 по 1939 рік працював у власному сільському господарстві в місті Турці.
З 1934 року був головою Турківського відділення легальної організації «Сельроб-єдність». Створив у Турці прорадянський літературний гурток «Світ» і спортивне товариство «Стрий», організовував адвокатський захист політичних в'язнів.
З вересня 1939 року входив до складу Турківського тимчасового повітового управління. У 1940—1941 роках працював комерційним директором Турківського деревообробного комбінату. У 1941 році обраний заступником голови виконавчого комітету Турківської міської Ради депутатів трудящих.
З червня 1941 року евакуювався в східні райони, працював у колгоспі села Семенівки Криничанського району Дніпропетровської області. Потім працював у колгоспі «Зоря революції» станиці Старо-Леушковська Ново-Леушковського району Краснодарського краю. З 1941 по 1942 рік — в колгоспі імені Гумбатова села Урма Левашинського району Дагестанської АРСР. У 1942 році був вчителем і завідувачем навчальної частини неповної середньої школи села Урма Левашинського району Дагестанської АРСР.
Учасник німецько-радянської війни: з 1942 по 1943 рік служив червоноармійцем 121-ї робітничої колони в селі Папас Каякентського району Дагестанської АРСР. У 1943—1944 роках — вчитель і завідувач навчальної частини неповної середньої школи села Урма Левашинського району Дагестанської АРСР. У 1944 році — червоноармієць 83-го запасного стрілецького полку в місті Новочеркаську Ростовської області. У 1944 році — вчитель і завідувач навчальної частини неповної середньої школи села Урма Левашинського району Дагестанської АРСР.
З 1944 по 1946 рік — голова Турківської районної планової комісії Дрогобицької області.
У 1946—1947 роках — голова виконавчого комітету Турківської районної ради депутатів трудящих Дрогобицької області.
Член ВКП(б) з 1947 року.
12 травня — 15 листопада 1947 року — заступник голови виконавчого комітету Дрогобицької обласної Ради депутатів трудящих. Після виїзду на навчання голови облвиконкому Кравчука виконував обов'язки голови виконавчого комітету Дрогобицької обласної Ради депутатів трудящих.
15 листопада 1947 — жовтень 1951 року — голова виконавчого комітету Дрогобицької обласної Ради депутатів трудящих.
У вересні 1951 — вересні 1952 року — навчання на однорічних партійних курсах.
У вересні 1952 — 21 червня 1957 року — голова виконавчого комітету Дрогобицької обласної Ради депутатів трудящих.
Похований у місті Дрогобичі на цвинтарі по вулиці Трускавецькій.

## Родина
Дружина — Циля Менделівна (Марківна) (1913—1990).

## Нагороди
- орден Леніна (23.01.1948)
- медаль «За перемогу над Німеччиною у Великій Вітчизняній війні 1941—1945 рр.» (1945)
- медаль «За доблесну працю у Великій Вітчизняній війні 1941—1945 рр.» (1945)